# Берёзы (песня)
«Берёзы» (известная также как «Отчего так в России берёзы шумят?») — песня российской группы Любэ на музыку Игоря Матвиенко. Впервые композиция прозвучала в альбоме «Давай за…», который был выпущен в 2002 году.
Автор стихов песни — томский поэт Михаил Андреев.

## История
В 2002 году вышел альбом группы Любэ «Давай за...», в котором впервые прозвучала песня «Берёзы».
В 2003 году на экраны Первого канала вышел телесериал «Участок», в котором песню «Отчего так в России берёзы шумят…» спел исполнитель главной роли Сергей Безруков.
У Михаила Андреева (автора стихов) существует много разных версий написания:
1. Однажды Андреев в лесу безуспешно искал грибы. Он устал и сел под берёзу, и вдруг с неё слетел листочек и упал на землю. Михаил протянул руку за листочком и обнаружил под ним долгожданный гриб. И в голове сложилась песня.
2. Михаила Васильевича потянуло на родину. Он обнаружил на месте вырубленных елей уже подросшие белые берёзы, стоял и смотрел на них сквозь слёзы. Тут и сложилась.

Есть и более серьёзная версия:
У моих стихов нет ни истории, ни предисловия, а есть глубинная жизнь. Я привык играть со своими чувствами: отпускать их, как вожжи, а потом их натягивать, чтобы этот конь, который называется Чувство, остановился. Эта игра и создаёт варианты творчества. Но всё равно все стихи — маленькие истории моей жизни. В случае с берёзами вначале было томительное ощущение: «а листочек с берёзки упал на плечо» … И потом какая-то пропасть — что сказать дальше? А когда проговорилось, примыслилось, ощутилось, оказалось всё просто — «он, как я, оторвался от веток».
(Из интервью М. Андреева газете «Томский вестник», приложение «Добрый день», 3 января 2004 г.)

## Исполнители
- Николай Расторгуев и группа «Любэ»
- Сергей Безруков

## Альбомы
- 2002 — Давай за...
- 2004 — Ребята нашего полка
- 2005 — Рассея
- 2007 — В России

## Фильмы
- 2003 — Участок (телесериал)
- 2006 — Заколдованный участок (телесериал)
- 2008 — Про Федота-стрельца, удалого молодца (мультфильм)

## Награды
- 2003 — Фестиваль «Песня года»
- 2003 — Лауреат премии «Шансон года» (Николай Расторгуев и Сергей Безруков)